# Hans Konrad Bondt
Hans Konrad Bondt (* 14. September 1767 in Schönengrund; † 1817 in Philadelphia; heimatberechtigt in Herisau) war ein Schweizer Unternehmer und Politiker aus dem Kanton Appenzell Ausserrhoden.

## Leben
Hans Konrad Bondt war ein Sohn des Ellenwarenhändlers Hans Ulrich Bondt. 1790 heiratete er Barbara Mettler, Tochter des Hans Ulrich Sturzenegger und Witwe des Sebastian Mettler. Zu dieser Zeit war er Besitzer einer Indiennedruckerei in Herisau.
Hans Konrad Bondt verlangte 1797 zusammen mit Gabriel Rüsch erfolgreich die Revision des Landbuchs, das die Rechtsgrundlage für Appenzell Ausserrhoden bildete. Er war Agitator und Volksredner zugunsten einer helvetischen Erneuerung, wobei er offen seine Sympathie für Frankreich bekannte. Seine Anhänger rekrutierte er vor allem in Herisau und Umgebung und wurde oft als Sprachrohr von Statthalter Johann Ulrich Wetter bezeichnet. Im Februar 1798 noch zum Landesrebellen erklärt, wurde er im April 1798 zum helvetischen Senator gewählt. Als Folge seines politischen Engagements vernachlässigte er seinen Betrieb und machte 1800 Konkurs, worauf er sein Amt niederlegen musste. Hans Konrad Bondt begab sich in der Folge nach Amsterdam und 1805 in die USA, wo er 1817 starb.